# Plainsboro Township
Plainsboro Township ist eine Gemeinde im Middlesex County des Bundesstaats New Jersey in den USA. Das U.S. Census Bureau hat bei der Volkszählung 2020 eine Einwohnerzahl von 24.084 ermittelt.

## Geographie
Nach den Angaben des United States Census Bureaus hat die Ortschaft eine Gesamtfläche von 31,7 km², davon 30,7 km² Land und 1,1 km² (3,35 %) Wasser. Die US-Statistikbehörde führt die Siedlungen Plainsboro Center und Princeton Meadows als Census-designated places.

## Demographie
Bei der Volkszählung 2010 wurden 22.999 Einwohner registriert.
Nach der Volkszählung von 2000 gab es 20.215 Menschen, 8.742 Haushalte und 5.122 Familien in der Stadt. Die Bevölkerungsdichte betrug 659,2 Einwohner pro km². 58,20 % der Bevölkerung waren Weiße, 7,58 % Afroamerikaner, 0,10 % amerikanische Ureinwohner, 30,51 % Asiaten, 0,01 % pazifische Insulaner, 1,36 % anderer Herkunft und 2,24 % Mischlinge. 4,64 % waren Latinos unterschiedlicher Abstammung.
Von den 8.742 Haushalten hatten 33,4 % Kinder unter 18 Jahre. 50,4 % davon waren verheiratete, zusammenlebende Paare, 6,4 % waren alleinerziehende Mütter, 41,4 % waren keine Familien, 33,9 % bestanden aus Singlehaushalten und 2,2 % Menschen waren älter als 65. Die Durchschnittshaushaltsgröße betrug 2,30, die Durchschnittsfamiliengröße 3,06.
24,6 % der Bevölkerung waren unter 18 Jahre alt, 6,5 % zwischen 18 und 24, 45,2 % zwischen 25 und 44, 19,4 % zwischen 45 und 64, 4,2 % älter als 65. Das Durchschnittsalter betrug 33 Jahre. Das Verhältnis Frauen zu Männer betrug 100:102,4, für Menschen älter als 18 Jahre betrug das Verhältnis 100:100,8.
Das jährliche Durchschnittseinkommen der Haushalte lag bei 72.097 USD, das Durchschnittseinkommen der Familien 88.783 USD. Männer hatten ein Durchschnittseinkommen von 62.327 USD, Frauen 44.671 USD. Der Prokopfeinkommen betrug 38.982 USD. 3,0 % der Bevölkerung und 1,4 % der Familien lebten unterhalb der Armutsgrenze, davon waren 1,7 % Kinder oder Jugendliche jünger als 18 Jahre und 2,3 % der Menschen waren älter als 65.